# Илулиссатская декларация
Илулиссатская декларация — принята и вступила в силу 28 мая 2008 года пятью прибрежными государствами Северного Ледовитого океана (США, Российская Федерация, Канада, Норвегия и Дания, также известные как арктическая пятерка, также известная как А5), после Конференции по Северному Ледовитому океану в Илулиссате, Гренландия, для обсуждения проблем Северного Ледовитого океана, изменения климата, защиты морской среды, безопасности на море и распределения ответственности в чрезвычайных ситуациях в случае открытия новых судоходных маршрутов.
Илулиссатская декларация — это документ, определяющий необходимые совместные региональные усилия и ответственность в ответ на потенциально неблагоприятные последствия изменения климата в отношении таяния арктических льдов.
Декларация касается областей «уязвимых экосистем, средств к существованию местных жителей и коренных общин, а также потенциальной эксплуатации природных ресурсов», ссылаясь на юрисдикционный и суверенный подход для передачи ответственности арктической пятерке. Поскольку A5 составляют только пять из восьми членов Арктического совета, это означало, что Арктический совет как полноценный форум не был включен — за исключением Швеции, Исландии и Финляндии. Также были исключены организации коренных народов, в частности Приполярный совет инуитов (ICC), один из постоянных участников Арктического совета.
Конференцию 2008 года организовали Пер Стиг Мёллер, тогдашний министр иностранных дел Дании, и Ханс Эноксен, тогдашний премьер-министр Гренландии. Среди ключевых участников на министерском уровне были Сергей Лавров, министр иностранных дел России, Йонас Гар Стёре, министр иностранных дел Норвегии, Гэри Ланн, министр природных ресурсов Канады, и Джон Негропонте, заместитель госсекретаря США.

## История

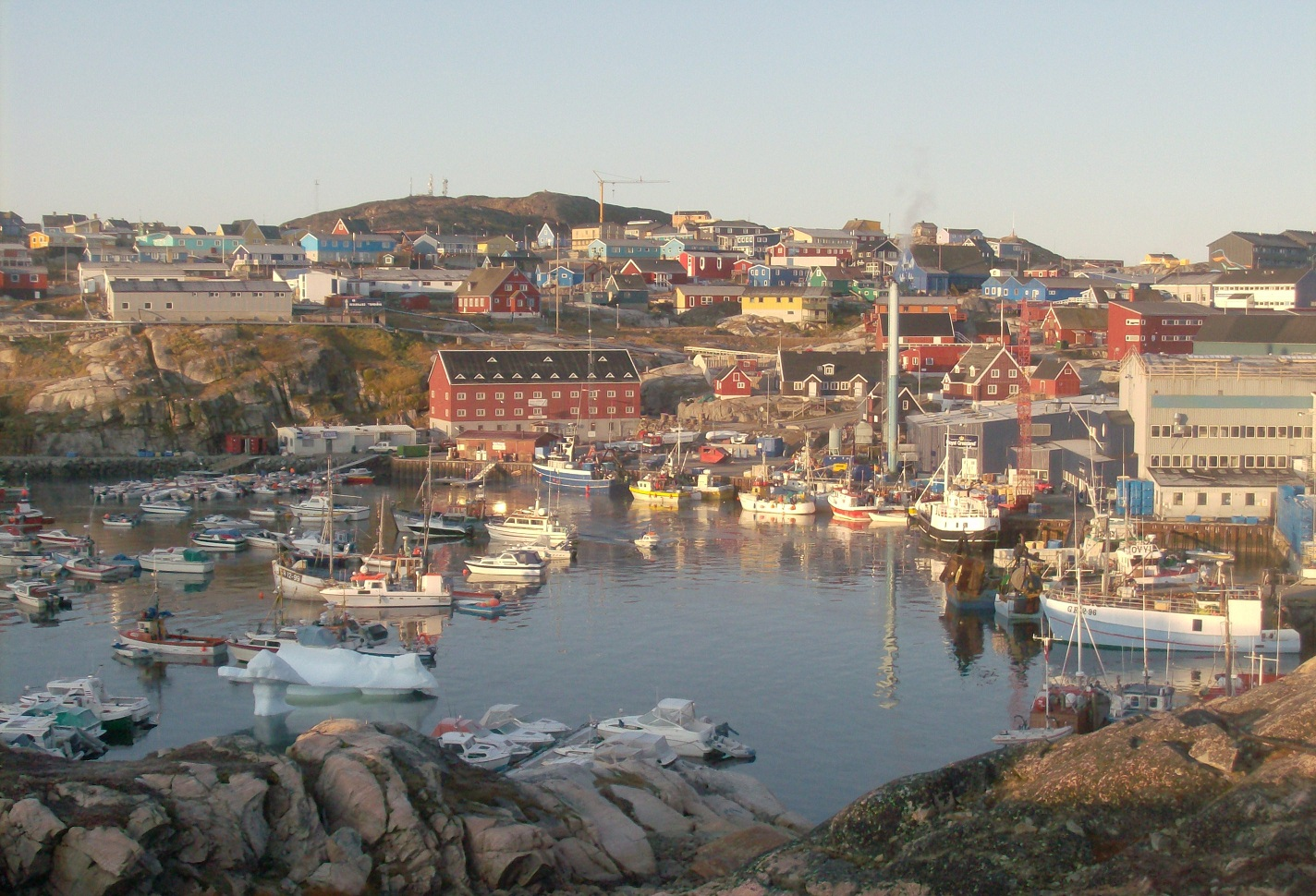
Город Илулиссат, Гренландия

Все более тревожные последствия изменения климата в Арктике, приводящие к таянию арктических морских льдов, стали поводом для повышенного внимания и сотрудничества в регионе. Страх перед экономической эксплуатацией и загрязнением Северного Ледовитого океана был ключевым источником импульса при разработке и реализации Илулиссатской декларации. Таяние арктических льдов, усугубляемое изменением климата, усилило опасения, что экономическая деятельность в этом районе приведет к дальнейшему ухудшению состояния окружающей среды, что требует возобновления усилий по сотрудничеству и подтверждения территориальных претензий. Например, таяние морского льда приведёт к увеличению количества арктических судоходных маршрутов, таких как Северо-Западный проход, что может привести к экономической эксплуатации Арктики.
Территориальный аспект декларации был воспринят многими как ответ на то, что российские исследователи установили российский флаг на дне Северного Ледовитого океана в 2007 году, всего за год до принятия Илулиссатской декларации. Это происшествие вызвало эффект снежного кома в средствах массовой информации с предупреждениями о борьбе за Арктику. Такое изображение интенсивных геополитических трений усилило страх перед территориальным соперничеством в быстро тающей Арктике, из которого возникла Илулиссатская декларация.
Кроме того, существовали опасения, что так называемый «разрыв в управлении», выявленный в результате инцидента с флагом, еще больше усугубит ситуацию, создав у международного сообщества впечатление о беспорядке в арктическом регионе, который, как поняли региональные государства, даст боеприпасы для иностранные государства, чтобы попытаться предъявить претензии в этом районе. Таким образом, приверженность «А5» Илулиссатской декларации также была задумана как международное указание и напоминание о том, что в Арктике уже существует «региональный порядок».
В связи с вышеупомянутым страхом перед предполагаемым «разрывом в управлении» ещё одним мотивом для создания этой декларации было просто заблокировать любые призывы к Арктическому договору, который приведёт к новому законодательству и новым государствам. Рамки регионального управления поддерживаются в Илулиссатской декларации, в которой говорится, что существующая правовая база – Конвенция Организации Объединенных Наций по морскому праву (ЮНКЛОС) – должна и впредь соблюдаться и оставаться неизменной.

## Роль Дании
Дания была инициатором Илулиссатской декларации под влиянием тогдашнего министра иностранных дел Пера Стига Мёллера. После дела с флагом, связанным с Россией, Мёллер сделал следующее заявление в интервью обо всём инциденте:
«Это был мой самый большой страх: Арктика становится свершившимся фактом. Ведь в этом контексте мы слабая нация. Если кто-то возьмёт закон в свои руки за пределами Гренландии и скажет: «Мы примем это», например, бурить на нефть без разрешения, что мы могли сделать? Вот почему я, как министр иностранных дел Дании, думаю о совместной инициативе… Закон нужен не сильному. Он всегда слабый. 
Мёллер инициировал встречу, которая привела к Илулиссатской декларации, в попытке установить порядок и восстановить контроль в арктическом регионе. Министр иностранных дел оправдал чисто государственный состав декларации, исключая такие группы, как МУС, заявив, что пять прибрежных государств играют ключевую роль в выражении единой политической позиции как на региональном, так и на международном уровне, и что ЮНКЛОС была адекватной структурой для принятия ответственных действий в будущем.

## Содержание Илулиссатской декларации
Фактическое содержание Илулиссатской декларации, как упоминалось выше, относится к «уязвимым экосистемам, средствам к существованию местных жителей и коренных общин и потенциальной эксплуатации природных ресурсов». В декларации указывается, что сотрудничество должно принимать форму поисково-спасательных возможностей, защиты и сохранения, а также сбора научных данных. Как уточняется в документе, сотрудничество между «арктической пятеркой» уже имеет место, поэтому эта декларация выступает в качестве подтверждения таких ролей и обязанностей, к которым необходимо относиться серьёзно в Северном Ледовитом океане.

## Расширенное сотрудничество
В 2018 году тогдашний министр иностранных дел Гренландии Сука К. Фредериксен и тогдашний министр иностранных дел Дании Андерс Самуэльсен решили отметить десятую годовщину Илулиссатской декларации, проведя ещё одно мероприятие в Илулиссате, Гренландия. Это должно было подтвердить принципы, закрепленные в Илулиссатской декларации, и пообещать продолжать их соблюдать.
На встречу 2018 году были приглашены ранее исключенные члены Арктического совета, а именно Швеция, Исландия и Финляндия, в дополнение к организациям коренных народов, входящим в состав Арктического совета.

## Илулиссатская декларация с точки зрения управления океаном
Некоторые учёные пытались объяснить, почему Дания, несмотря на то, что она является таким маленьким государством без множества угроз, имеет такие обширные морские планы, используя теорию малых государств. Теория малых государств утверждает, что малые государства должны компенсировать свои сравнительно меньшие возможности сотрудничеством с игроками на международном уровне, чтобы оставаться стратегическими и иметь право голоса в важных политических вопросах. Что касается деятельности Дании в Арктике, её географическое положение автоматически делает Данию ключевым игроком, о чем свидетельствует Илулиссатская декларация, которую спровоцировал сам министр иностранных дел Дании.
Илулиссатская декларация олицетворяет перспективу регионального морского управления. Для A5 было крайне важно утвердить эту региональную морскую мощь после инцидента с российским флагом, поскольку восприятие «разрыва в управлении» привело к тому, что множество авторов выступили за Арктический договор, подобный Договору об Антарктике, который основан на международном подходе. Декларацией прибрежные государства Северного Ледовитого океана попытались вновь заявить о своей легитимности и власти в регионе, подавляя любые призывы к международному подходу.

## Критика Илулиссатской декларации
Первоначальные критики «Арктической пятерки» утверждали, что исключительное сотрудничество A5 в определенных областях может подорвать другие усилия по сотрудничеству, преследующие совпадающие цели, такие как Арктический совет (в состав которого входят Канада, Дания, Финляндия, Исландия, Норвегия, Швеция, Россия и США, в дополнение к шести постоянным участникам). Исключение Исландии, Финляндии и Швеции (остальные государства Арктического совета – форума, который не был приглашен на Конференцию по Северному Ледовитому океану в 2008 году), в дополнение к исключению арктических народов, подлило масла в огонь и было воспринято как форма исключающей политики, противоречащая существующим институциональным положениям.
Эта критика была поддержана, в частности, коренными народами Арктики, которые были исключены. Государственный характер Илулиссатской декларации был сочтён сомнительным, и особенно оспаривалось исключительное право подписавших государств определять границы Арктики.
Однако с тех пор эта потенциальная почва для напряженности сократилась из-за уточнения того, как фактически используется «Арктическая пятерка» — теперь она в основном рассматривается как дополнительный форум к Арктическому совету и охватывает нишевые области и темы, не входящие в сферу компетенции Арктического совета или мощности. Предположительно, это уменьшило конкурентную интерпретацию A5 в отношении Арктического совета. Напряженность также снизилась за счёт включения в заседание 2018 года других членов Арктического совета и представителей коренных народов.
Кроме того, в инициативах, предпринятых с тех пор, участвовало больше субъектов – неприбрежных субъектов – о чём свидетельствуют переговоры, касающиеся рыболовства в центральной части Северного Ледовитого океана (Шатц, Проелс, Лю). Подобные инициативы уменьшили первоначальные конкурентные представления о A5, продемонстрировав необходимость более широкого сотрудничества в арктическом регионе.

## Текущие и будущие вызовы
В дополнение к тревожным последствиям изменения климата, выступающего в качестве постоянного источника давления на субъектов, вовлеченных в арктический регион, есть и другие события, которые представляются как потенциально действующие, как особый вызов Илулиссатской декларации и Арктической пятерке. Одной из предполагаемых «угроз» является растущий коммерческий интерес Китая в Арктике. В официальном документе об арктической политике Китая от 2018 года Китай заявил, что является «приарктическим государством» и, таким образом, имеет явные «экономические интересы» и морские претензии, заявив, что существует стимул для создания так называемого «полярного Шелкового пути». Такие утверждения вызвали некоторую озабоченность у государств, которые опасаются, что Китай может стать слишком агрессивным в регионе и в конечном итоге использовать слишком большую власть в Арктике, как в физическом, так и в политическом отношении.